# Francesc Eiximenis

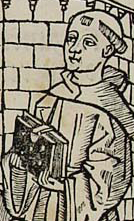
Francesc Eiximenis OFM (Porträt; Ausschnitt der Inkunabel-Edition des Regiment de la Cosa Pública - Valencia, Cristòfor Cofman, 1499)

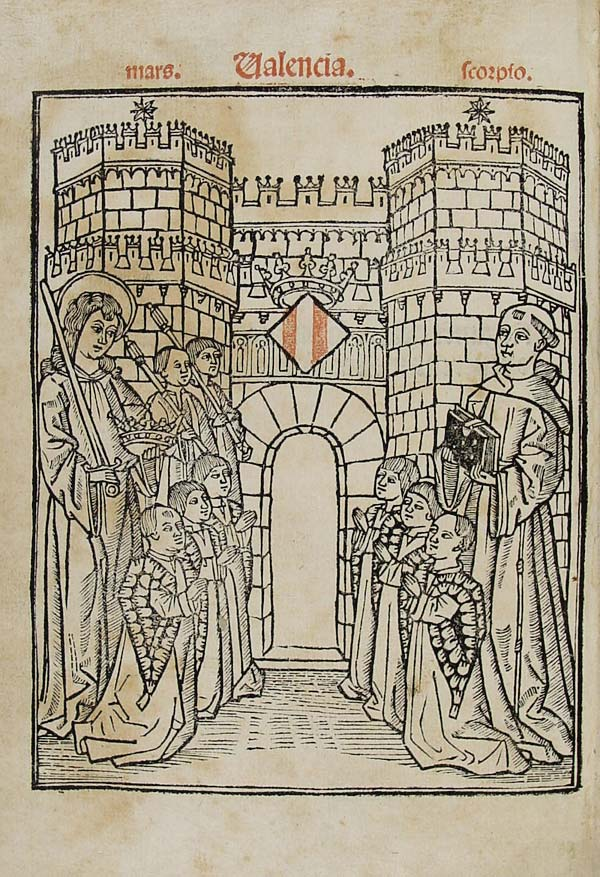
Deckblatt von Regiment de la Cosa Pública (Valencia, Cristòfor Cofman, 1499). Rechts Francesc Eiximenis, der den Jurats Valencias sein Buch überreicht.

Francesc Eiximenis OFM [fɾənˈsɛsk əʃiˈmɛnis] (* um 1330; † April 1409 in Perpignan) war ein katalanischer Franziskaner und Schriftsteller im 14. Jahrhundert. Im mittelalterlichen Aragon gehörte er vermutlich zu den Autoren, die am meisten gelesen, kopiert, veröffentlicht und übersetzt wurden. Somit hatte er im literarischen wie auch im politischen Bereich großen Einfluss. Unter seinen Lesern befanden sich bekannte Persönlichkeiten seiner Zeit, wie die Könige Peter IV., Johann I. und Martin I. und der in Avignon residierende Gegenpapst Benedikt XIII.

## Leben
Francesc Eiximenis wurde um 1330 wahrscheinlich in Girona in Katalonien geboren. Als er sehr jung war, trat er dem Franziskanerorden bei, wo seine Ausbildung begann. Später besuchte er die berühmtesten Universitäten Europas: die Universität Oxford und die Universität Paris. Da die englische Franziskanerschule damals von Bedeutung war, beeinflusste diese ihn besonders stark. Er widmete sich besonders den Schriften britischer Autoren, unter anderem denen von Robert Grosseteste (von Eiximenis Linconiensis genannt, da er Bischof von Lincoln war), Johannes von Wales, Richard Kilvington, Alexander von Hales, Richard von Mediavilla, Thomas Bradwardine, Wilhelm von Ockham und Johannes Duns Scotus.
1371 versuchte man, Eiximenis an der Universität Lleida als Lehrer zu werben. Ihm fehlte jedoch der Grad eines Doktors der Theologie, weshalb er dieses Angebot nicht annehmen konnte. Den Doktorgrad erreichte er 1374 an der Universität Toulouse mit der finanziellen Hilfe und Unterstützung König Peters IV.
Schließlich kehrte Eiximenis nach Katalonien zurück und wurde ein angesehener Intellektueller. Er hatte gute Beziehungen zum Hof der Krone Aragon und auch zu den regierenden Volksschichten von Barcelona und Valencia. Die Mehrheit seiner Werke wurde in Valencia geschrieben, wo er von 1382 bis 1408 lebte. Dort war er Berater der Jurats (Stadträte) und des Consell (Regierungsorgan der Stadt).
1391 litten die Stadt und das Königreich Valencia unter vielen sozialen Problemen. Deshalb organisierte Eiximenis eine Art Gebetsarmee in einigen Klöstern in der Nähe von Valencia. 1392 übertrug man ihm und einigen anderen die Überprüfung der jüdischen Bücher, die nach den Judenpogromen von 1391 konfisziert wurden.
Ende des Jahres 1397 war er Mitglied einer Kommission, die König Martin I. über das Abendländische Schisma beraten sollte.
1397 und 1398 nahm er auch an der Vorbereitung zweier Kreuzzüge der Valencianer und Mallorquiner gegen die Mauren von Nordafrika teil, um deren Piraterie zu unterbinden.
1399 war Eiximenis Präsident einer Kommission, die sich an der Vereinigung aller Schulen von Valencia versuchte. Der Consell leugnete das 1400, aber wahrscheinlich war dieser Versuch ein Vorläufer der Universität Valencia, die 1499 gegründet wurde. Die letzten Jahre Eiximenis’ in Valencia (1404–1408) waren der Stiftung des Franziskanerklosters von Sant Esperit in Gilet im Bezirk Sagunt gewidmet. Dieses Kloster wurde von Königin Maria de Luna gegründet.
1408 nahm Eiximenis am Konzil von Perpignan teil. Dort ernannte ihn der Papst von Avignon, Benedikt XIII., am 13. November 1408 zum Patriarchen von Jerusalem. Die Bischofsweihe spendete ihm der Erzbischof von Auch, Kardinal Jean Flandrin, drei Tage später. Am 19. Dezember desselben Jahres wurde er zum Apostolischen Administrator der Diözese von Elne ernannt. Eiximenis starb in Perpignan im April 1409.

## Werke
Die Werke von Eiximenis hatten seinerzeit einen hohen Bekanntheitsgrad. Dies zeigen die mehr als 200 Manuskripte seiner Werke, die erhalten sind. Ein anderes Beispiel hierfür ist der Psaltiri devotíssim, eine Übersetzung von 100 der 344 Gebeten des Psalterium alias Laudatorium ins Katalanische.
Die Inkunabelausgabe dieses Buches erschien in 2000 Exemplaren, also das Doppelte der zwei Auflagen des Tirant lo Blanc. Es gilt deswegen als das Buch mit der höchsten Inkunabelauflage der mittelalterlichen katalanischen Literatur.
Es gab viele Übersetzungen im 15. und 16. Jahrhundert. Der Llibre de les Dones wurde ins Spanische übersetzt. Eine der spanischen Übersetzungen wurde für die Erziehung der vier Töchter der katholischen Königen gebraucht. Der Llibre dels Àngels hatte internationalen Erfolg und wurde ins Spanische, Latein, Französische und als einziges Buch der mittelalterlichen katalanischen Literatur ins Flämische übersetzt. Die Vida de Jesucrist wurde ins Spanische und Französische übersetzt.
Die Übersetzung ins Französische des Llibre dels Àngels war das erste Buch, das 1478 in Genf veröffentlicht wurde. Darüber hinaus war die Übersetzung ins Spanische der Vida de Jesucrist das erste Buch, das 1496 in Granada nach der Eroberung der Stadt von den katholischen Königen veröffentlicht wurde.
Es existieren nur wenige moderne Auflagen von Eiximenis’ Werken. Fast alle modernen Editionen seiner Werke sind von Curt Wittlin und Albert Hauf organisiert worden.
Die folgenden Werke von Eiximenis auf Katalanisch und Latein sind bis heute erhalten worden.

### Katalanisch

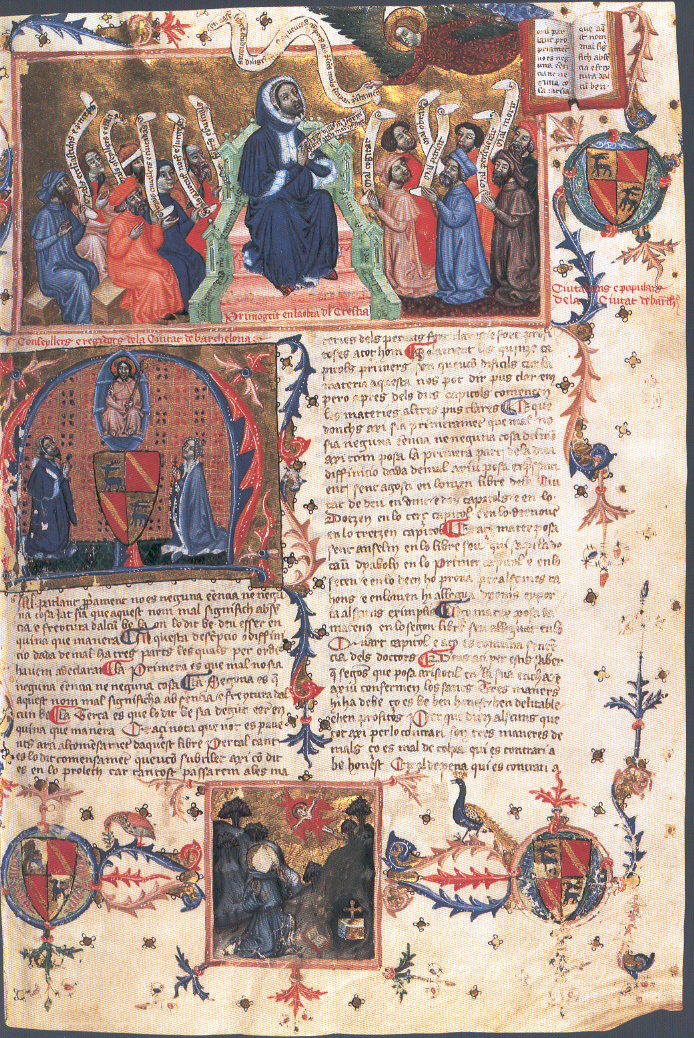
Seite von Terç del Crestià nach dem Manuskript 1792 der Spanischen Nationalbibliothek in Madrid.

- Tractat d’usura („Wuchertraktat“)
- Lo Crestià („Der Christ“)

Nach Curt Wittlin Lo Cristià. Das originale Projekt bestand aus 13 Büchern, aber nur 4 wurden geschrieben:
- - Primer del Crestià („Erstes Buch des Christen“, Online)
  - Segon del Crestià („Zweites Buch des Christen“)
  - Terç del Crestià („Drittes Buch des Christen“, Abschnitte 1-523 Online)
  - Dotzè del Crestià („Zwölftes Buch des Christen“, Abschnitte 1-473 Online)
- Die Regierung des Gemeinwesens / El regiment de la cosa pública. Katalanisch-Deutsch. Übersetzt und eingeleitet von Alexander Fidora (= Herders Bibliothek der Philosophie des Mittelalters, 3. Serie, Bd. 60). Herder, Freiburg im Brisgau 2024, ISBN 978-3-451-39860-5.

Ein Geschenk von Eiximenis an die Verwalter der Stadt Valencia (siehe die Abbildung). Albert Hauf zufolge ist das Werk stark vom Communiloquium von Johannes von Wales beeinflusst. Es wurde auch als dritter Teil des Dotzè del Crestià veröffentlicht. Obwohl es nicht lang ist (es hat nur 39 Abschnitte), stellt es die zusammengefasste politische und soziale Weltanschauung Eiximenis’ dar.
- Llibre dels àngels („Buch der Engel“; Original online, Spanische Übersetzung online, Französische Übersetzung online).

Ein vollständiger Traktat über Angelologie mit vielen politischen Überlegungen.
- Llibre de les dones („Buch der Frauen“, Online, Moderne Auflage online; PDF-Datei; 10,86 MB)

Am Anfang ein Lehrbuch für die Erziehung der Frauen; vier Fünftel des Buches handeln von Theologie und den Grundlagen der katholischen Morallehre.
- Vida de Jesucrist („Leben Jesu Christi“; Originalversion online, Spanische Übersetzung online)

Eine Biographie von Jesus Cristus mit theologischen Überlegungen und auch kontemplativem Inhalt. Dieses Buch ist nach Albert Hauf von den Mediationes Vitae Christi des Pseudo-Bonaventura und von dem Franziskaner und Spiritualen Ubertino de Casale beeinflusst.
- Scala Dei oder Tractat de contemplació („Treppe zu Gott oder Traktat über die Kontemplation“, Online)

### Latein
- Allegationes („Beweisschrift“)
- Ars Praedicandi Populo („Handbuch für die Predigt vor dem Volk“)
- Pastorale („Hirtenbrief“, Online)
- Psalterium alias Laudatorium Papae Benedicto XIII dedicatum („Psalter oder Lobgesänge dem Papst Benedikt XIII. gewidmet“, Online; PDF-Datei; 7,97 MB)
- Summa Theologica (Online)

### Schriften, die Eiximenis zugeschrieben werden
- De triplici statu mundi („Über die drei Zustände der Welt“, Online)

Ein kleiner eschatologischer Traktat. Ob Eiximenis tatsächlich der Autor dieses Traktats ist, ist zweifelhaft.
- Cercapou
- Doctrina compendiosa

Zeigt einen großen Einfluss der politischen Theorien von Eiximenis.